# Veduta della Villa Centuriona
Veduta della Villa Centuriona è un disegno a penna e inchiostro su carta controfondata realizzato dal pittore italiano Sinibaldo Scorza ed è conservato al Gabinetto Disegni e Stampe di Palazzo Rosso dei Musei di Strada Nuova a Genova.

## Storia e descrizione
Il disegno, giunto nelle Collezioni Civiche Genovesi grazie al legato di Marcello Durazzo del 1848, rappresenta la villa Centuriona nei pressi di Gavi caposaldo settentrionale del territorio dell'antica Repubblica di Genova non lontano dalla cittadina natale dello Scorza: Voltaggio. L'edificio, ancora oggi riconoscibile, venne costruito alla metà del Cinquecento per Benedetto Centurione Oltremarini di Luciano. In seguito divenne di proprietà della Famiglia Lomellini e poi dei Cambiaso. Si tratta di un tipico esempio di dimora che unisce funzioni residenziali e agricole.
Questa rappresentazione, spiccatamente realistica e di grandi dimensioni, risulta piuttosto inconsueta nell'ambito della produzione grafica dello Scorza. Il soggetto si avvicina particolarmente al ciclo dei Dodici Mesi conservati al Museo nazionale di Cracovia e la potatura delle viti, raffigurata dall'artista sulla destra,  permetterebbe di identificare la scena come un’allegoria del mese di novembre